# Albert de Jong

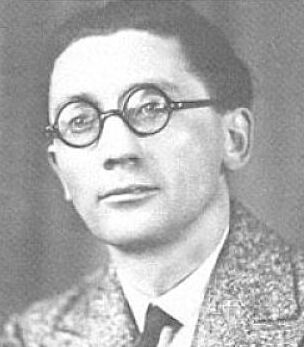
Albert de Jong

Albert (Andries) de Jong (* 29. April 1891 in Amsterdam; † 27. Juli 1970 in Heemstede) war ein niederländischer Redakteur, Autor, Organisator, Lehrer und Anarchosyndikalist.

## Leben
Als jüngstes Kind von zehn Geschwistern wuchs de Jong in einer Arbeiterfamilie auf. Sein Vater, Graddes de Jong, war Müllmann („vuilnisman“), Bäcker und Nachtwächter. Seine Mutter, Akke van de Eemst, war eine Anhängerin des niederländischen Anarchisten Ferdinand Domela Nieuwenhuis.
Von 1905 bis 1909 studierte de Jong an der Pädagogischen Hochschule (Rijkskweekschool) in Haarlem und arbeitete danach als Lehrer. 1916 wurde er in Amsterdam als Lehrer entlassen, da er unverheiratet mit einer Frau zusammenlebte. Nach seiner Entlassung arbeitete er als Stenograph. Zwischen 1915 und 1940 war er aktiv in der niederländischen libertären Bewegung als Redner, Organisator und Redakteur. Unter anderem publizierte er rund 40 Broschüren und Flugschriften: De Praktijk van het Antimilitarisme („Die Praxis des Antimilitarismus“, Den Haag 1921), Oorlog tegen Hitler Duitsland? („Krieg gegen Hitler-Deutschland?“, Amsterdam 1933). Als Redakteur arbeitete de Jong für die Zeitschriften De Wapens neder von der Internationalen Antimilitaristischen Vereinigung (IAMV), mit Unterbrechungen von 1922 bis 1932, außerdem für De Vrije Samenleving vom Sociaal Anarchistisch verbond (SAV), zusammen mit Bart de Ligt und Hendrik Ebo Kaspers und De Persdienst („Pressedienst“) der Internationalen Antimilitaristischen Kommission (IAK), zusammen mit Helmut Rüdiger, Augustin Souchy und Arthur Lehning. Darüber hinaus schrieb er Biografien über Domela Nieuwenhuis und Fritz Brupbacher. Bei der IAMV machte er Bekanntschaft mit Bart de Ligt und Lambertus Johannes Bot. Von 1915 bis 1923 war er Kassenführer („penningmeester“) des in 1914 gegründeten Ferdinand Domela-Fonds, zur finanziellen Unterstützung von F. Domela.
Für den dritten Internationalen Antimilitaristischen Kongress (IAK) in Den Haag 1921, war er als Organisator tätig, wobei er illegal nach Paris und Berlin reiste, um Vorbereitungen zu treffen. In Den Haag entstand das Internationale Antimilitaristischen Büro („Internationale Anti-Militaristisch Bureau“), bei dem er bis 1937 aktiv war. Als Vertreter der IAK besuchte er alle Kongresse der IAA. Bart de Ligt und de Jong organisierten und unterstützten
Kriegsdienstverweigerer. Sie wurden dafür 1921 unter Anklage gestellt mit der Begründung „einen Aufruf zur Revolte“ begangen zu haben. De Jong wurde zu 29 Tagen Gefängnisstrafe verurteilt.
1933 half er Gerhard Wartenberg auf der Flucht, um den Verfolgungen durch die Nationalsozialisten zu entgehen. Für die Juden in Amsterdam organisierte de Jong zusammen mit dem niederländischen Anarchisten Herman Groenendaal eine Solidaritätskundgebung. Groenendaal wurde verhaftet, de Jong gelang die Flucht und musste untertauchen. 1946 war er Redakteur der Zeitschrift Socialisme van onderop! und von 1960 bis 1964 van Buiten de perken. In dieser Zeitschrift veröffentlichte er Fragmenten uit mijn leven („Fragmenten aus meinem Leben“, August 1961 bis Juli 1964). Der niederländische Künstler und Anarchist Chris Lebeau entwarf ein Porträt für de Jong.
Albert Andries de Jong lebte zweimal in Wilder Ehe und war Vater von drei Kindern.

## Werke (Auswahl)
- Domela Nieuwenhuis. Korte beschrijving van leven en werk van de grondlegger en baanbreker van het socialisme in Nederland (1846–1919). Uitgeverij Kruseman, 1966. Google Books
- Fritz Brupbacher (1874–1945) en zijn verhouding tot het anarchisme. Anarcho-Syndicalistische Persdienst, 1952. Google Books
- De spoorwegstaking van 1903. Anarchistiese uitgaven, 1953

## Weiterführende Literatur
- Rudolf de Jong: Over mijn vader Albert Andries de Jong (1891–1970) („Über meinen Vater Albert Andries de Jong“). In: Mededelingenblad, Oktober 1971, S. 57–59.
- G. Heijmans, A. Koster: De IAMV van 1904 tot 1921. Geschiedenis van de internationale anti-militaristische vereeniging. Zwolle 1984
- J. Giesen: Nieuwe geschiedenis. Het antimilitarisme van de daad in Nederland. Rotterdam 1923
- Peter Manasse: Verdwenen archieven en Bibliotheken: de verrichtingen van Einsatzstab Rosenberg gedurende de Tweede Wereldoorlog. Den Haag, NBLC Uitgeverij. ISBN 90-5483-068-9 (Albert de Jong ondernam na de oorlog nog vergeefse pogingen om zijn archief terug te krijgen. Ruim 22 jaar later dook een dossier van De Jong op in het archief van het Franse departement d'Indre-et-Loire.) Google Books.
- Alexander Schapiro und Albert de Jong: Waarom verloren wij de revolutie?: De nederlaag van het Spaanse anarchosyndicalisme in 1936–1937. Uitgeverij Wereldvenster, 1979. ISBN 90-293-9773-X Google Books